# Global mobile Suppliers Association
Global mobile Suppliers Association (GSA) - stowarzyszenie założone przez dostawców infrastruktury służącej do 
budowy sieci telefonii komórkowej w celu promocji rozwiązań związanych z telefonią komórkową (w tym GSM, EDGE, WCDMA, LTE i in.) jako platformy 
dla budowy telefonii 3G, 4G oraz 5G. 
Do głównych zadań GSA można zaliczyć:
- stworzenie kompletnego źródła informacji o udanych wdrożeniach sieci komórkowych, trendach na rynku telekomunikacyjnym, dostępności terminali wspomagająych poszczególne standardy i technologie itp.
- lobbing wśród rządów i regulatorów rynków telekomunikacyjnych, w celu stworzenia warunków dla pełnej konkurencyjności w oferowaniu produktów i usług przez dostawców infrastruktury z całego świata. Te działania skupiają się szczególnie na krajach Ameryki Łacińskiej, Azji i Afryki.
- ułatwianie dialogu (poprzez organizowanie seminariów) pomiędzy dostawcami infrastruktury telekomunikacyjnej a operatorami.
- przygotowywanie akcji informacyjnych, opracowań i specjalistycznych opinii, które mogą być wykorzystywane przez prasę i agencje informacyjne.

Członkowie stowarzyszenia dzielą się na trzy grupy:
- Executive members: Ericsson, Qualcomm, Huawei, Nokia, Intel oraz Samsung
- Members: NetComm, ZTE, Viavi oraz Centrum innowacji bezprzewodowych Uniwersytetu w Belfaście (ang. Queen's University Belfast, Centre for Wireless Innovation)
- Associates: AnalysysMason, ComReg, Doro, IFT (Instituto Federal de Telecomunicaciones), LGS Innovations, Philips, Plum Consulting, Quectel, Redline Communications, Rohde & Schwarz(inne języki), SpiderCloud Wireless oraz Syniverse